# Матео Цупи
Матео Марија Цупи (итал. Matteo Maria Zuppi; Рим, 11. октобар 1955) је италијански прелат Католичке цркве који је надбискуп Болоње од 12. децембра 2015. године. Претходно је био помоћни бискуп Рима од 2012. до 2015. године.
Папа Фрања га је подигао у чин кардинала 2019. године. Председник је Бискупске конференције Италије од маја 2022. године. Као блиски Фрањин сарадник који је подржао многе његове иницијативе, Цупи се сматрао водећим кандидатом на одржаној папској конклави 2025. године, познат и као papabile.

## Бискуп и надбискуп
Папа Бенедикт XVI именовао га је 31. јануара 2012. за помоћног бискупа Римске бискупије и титуларног бискупа Виле Нове. За бискупа га је хиротонисао 14. априла 2012. кардинал Агостино Валини, генерални викар Римске бискупије. Био је помоћни одговорни за центар града, укључујући и кварт Трастевере где је седиште Свети Еђидио. Тамо је водио напоре да побољша бригу о сиромашнима и старима и развио програме за наркомане и Роме. Такође је успоставио односе са традиционалистима и служио понтификалну мису по тридентском обреду.
Папа Фрања га је именовао за надбискупа Болоње 27. октобра 2015.
У мају 2018. допринео је есеју за италијански превод дела Џејмса Мартина Изградња моста, Un Ponte de costruire. Написао је да је то „корисно за подстицање дијалога, као и реципрочног знања и разумевања, с обзиром на нови пасторални став који морамо тражити заједно са нашом ЛГБТ браћом и сестрама” и да ће „помоћи да се ЛГБТ католици осећају као код куће у ономе што је, на крају крајева, њихова црква.
Папа Фрања је 1. септембра 2019. објавио да планира да Цупија прогласи за кардинала 5. октобра; био је први шеф италијанске столице на чијем је челу традиционално био кардинал којег је Фрања прогласио кардиналом. Папа Фрања га је 5. октобра 2019. поставио за кардинала-свештеника Светог Еђидија. Постао је члан Дикастерија за унапређење интегралног људског развоја 21. фебруара 2020. и члан Управе Патримонија Апостолске столице 18. априла 2020.
Цупи је 14. јануара 2022. године у базилици Свете Марије од анђела и мученика у Риму председавао државном сахраном Давида Сасолија, свог личног пријатеља од младости и председника Европског парламента, који је преминуо 11. јануара од мултиплог мијелома.
Дана 24. маја 2022. године, папа Фрања, пошто је Конференција представила три кандидата за ту функцију, изабрао је Цупија за петогодишњи мандат председника Бискупске конференције Италије.
У јуну 2022. кардинал Цупи је оптужен да је сакрио оно што су критичари назвали благословом геј пара након њиховог грађанског венчања. Уредник италијанских конзервативних католичких онлајн новина рекао је да је надбискупија Болоња изнела низ лажних тврдњи у изјави покушавајући да оправда церемонију. „Благослов“ Пјетра Моротија и Ђакома Спањолија обављен је у присуству шесторице свештеника у цркви Сан Лоренцо ди Будрио. Кардинал Цупи није био присутан и није учествовао у церемонији.
Папа Фрања је 2023. године затражио од кардинала Цупија да изврши мировну мисију како би покушао да помогне у окончању руске инвазије на Украјину. Цупи се састао са председником Володимиром Зеленским; није се састао са председником Владимиром Путином, али се састао са Патријархом московским Кирилом. У јулу 2023. одлетео је у Сједињене Државе да се састане са председником Џоом Бајденом.
Кардинал Цупи је посетио Москву у октобру 2024. како би промовисао хуманитарну сарадњу усред сукоба који је у току.

## Публикације
- Zuppi, Matteo Maria (2010). La Confessione, il perdono per cambiare. Cinisello Balsamo: Edizioni San Paolo. ISBN 978-88-215-6821-3.
- Zuppi, Matteo Maria (2013). Guarire le malattie del cuore: itinerario quaresimale. Cinisello Balsamo: Edizioni San Paolo. ISBN 978-88-215-7649-2.
- Zuppi, Matteo Maria (2019). Odierai il prossimo tuo come te stesso. Perché abbiamo dimenticato la fraternità. Riflessioni sulle paure del tempo presente. Piemme. ISBN 978-8856672336.